# Luigi Capra (politico)
Conte Luigi Capra (Vicenza, 21 giugno 1872 – Vicenza, 18 aprile 1951) è stato un politico italiano.

## Biografia
Deputato della XXVII legislatura del Regno d'Italia, nel 1924 fu uno dei parlamentari che parteciparono alla secessione dell'Aventino. Il 9 novembre 1926 la Camera dei deputati, riaperta per ratificare le leggi eccezionali del fascismo, deliberò anche la decadenza di Luigi Capra e degli altri 122 deputati aventiniani.
Nel biennio 1945-46 fu membro della Consulta nazionale.